# Erik Magnusson (skådespelare)
Erik Martin Magnusson, född 11 januari 1979 i Västerleds församling, Stockholms län, är en svensk skådespelare.
Erik Magnusson har studerat vid Stockholms Elementära Teaterskola och examinerat vid Teaterhögskolan i Malmö. Han har bland annat jobbat på Dramaten, Uppsala Stadsteater, Byteatern i Kalmar och på Dramalabbet i Stockholm.

## Teater

### Roller (ej komplett)
| År   | Roll                                                                                    | Produktion                                                       | Regi                | Teater                           |
| ---- | --------------------------------------------------------------------------------------- | ---------------------------------------------------------------- | ------------------- | -------------------------------- |
| 2004 |                                                                                         | En midsommarnattsdröm William Shakespeare                        | Sven-Åke Gustavsson | Regionteatern Blekinge Kronoberg |
| 2006 | Billy Name                                                                              | Valerie Jean Solanas ska bli president i Amerika Sara Stridsberg | Klaus Hoffmeyer     | Dramaten                         |
| 2007 | Löjtnanten                                                                              | Dödsdansen I & II August Strindberg                              | John Caird          | Dramaten                         |
| 2008 | Flera roller                                                                            | Aktualiteter                                                     |                     | Dramalabbet                      |
| 2010 | Medverkande                                                                             | Allmänt Snö Åsa Olsson                                           |                     |                                  |
| 2010 |                                                                                         | Limpan eller lampan                                              |                     | Alice Kollektiv                  |
| 2010 | Tillbakagång Helena Granström                                                           |                                                                  |                     |                                  |
| 2011 |                                                                                         | Värmlänningarna                                                  |                     | Unga Tur                         |
| 2011 | Andre tiggaren Ledaren för utmätningsmännen Sergeanten Strippan Den känslosamme clownen | Jobs Lidande Hanoch Levin                                        | Philip Zandén       | Judiska teatern                  |
| 2012 |                                                                                         | Minneskoden                                                      |                     | Uppsala Stadsteater              |

### Regi (ej komplett)
| År   | Produktion           | Upphovsmän | Teater      |
| ---- | -------------------- | ---------- | ----------- |
| 2010 | Se upp för Dörrarna! |            |             |
| 2012 | FISKEN               |            | Dramalabbet |